# 黎誨
黎誨（越南语：／；？—？），是越南後黎朝開國君主黎利之曾祖父。
黎誨是清化府梁江縣如盎村人，娶雷陽縣羣隊冊人阮氏玉緣為妻，以堪輿為業。後遷居藍山鄉，成為一方之長。後黎朝朝廷追尊太祖黎利的曾祖父庙号高上祖，諡號明皇帝。但是，具體追贈年代缺載，也未曾奉入太廟享受祭祀。

## 家族
- 妻 普慈高明皇太后阮氏玉緣
- 子 黎顯祖昭德至仁澤皇帝黎汀

## 腳註
1. ↑  一作高上明皇帝[4]。